# 만민중앙교회
만민중앙교회(萬民中央敎會)는 서울특별시 구로구 구로동에 있었던 사이비 종교단체이다. 다수의 기성 개신교 교단으로부터 이단, 사이비 단체로 판명되어 있으며, 영생 할 것이라 주장하던 교주 이재록은 2018년부터 성폭행범으로 수감생활중이었으나 2023년에 사망하고 말았다.
1982년에 이재록이 개척한 이 종교단체는 이후 교세가 폭발적으로 증가하였고, 2009년 기준으로 국내외에 지교회 및 협력교회가 9,000여 개, 등록 신도 기준으로 13만명에 이르렀다. 그러나 개척 이래 사이비 논란이 지속되던 중에 1990년에 성결교단으로부터 이단으로 판정된후 제명되었다. 만민측은 독립교단을 창립하여 교세 확장에 주력하였으나 1999년 'MBC 주조정실 난입사건'으로 국내 여론이 악화되자 교세가 위축되기도 했다. 2000년부터 국내보다는 해외 교세 확장에 주력했다.
교주 이재록이 성폭행범으로 구속된 후 실형을 선고 받자 교회는 내분에 휩싸였고 신도들이 대거 이탈하며 교세가 크게 위축되었다. 당회장 대행은 이재록의 셋째딸이 맡고 있으나 기존 종교시설이 매각, 철거된 이후 국내 여론악화 등으로 새로운 성전 건물을 구하지 못하고 있다. 하지만 최근 성도들이 결집하고 신유의 역사가 계속 되고 있어 다시 교세가 확장될 가능성이 있다.

## 역사
만민중앙교회는 1982년 이재록에 의해 개척되었고, 1991년 서울 구로구 구로동으로 교회를 이전하였다. 구로동으로 교회를 이전한 후 등록 교인의 수가 매년 37%씩 늘어나 등록 인원이 1987년에 3,000명, 1989년에 7,000명, 1990년에 8,000명, 1991년에 1만명, 1992년에 1만5천명, 1993년에는 2만명에 달하였다. 1991년 7월에는 예수교대한연합성결회총회를 창립하였고, 1992년에는 중생, 성결, 신유, 부활, 재림의 오중복음의 기치 아래 연합성결신학교를 개교하였으며 이단으로 판정되었다.

## 기타
- 만민중앙교회 당회장 이재록 목사가 러시아 포탈사이트 Christian Telegraph와 Invictory에서 2010년 가장 유명한 사역자 TOP 10에 2년연속 선정되었다.[6]

- 만민중앙성결교회(만민중앙교회)는 2018년 기준으로 등록교인이 13만 명인 대형교회였다. 만민중앙교회는 1990년 예수교대한성결교회에서 제명당한 후 독자교단을 만들어 활동 중이나 주요 기독교 교단들은 만민중앙교회에 대해 이단, 사이비로 규정하고 있다.
- MBC PD[7]수첩'은 지난 1999년 만민중앙교회의 문제점을 다루려한 바 있다. 그러나 교회 측 신도들이 MBC 주조정실을 점검하여 방송 송출을 방해하는 초유의 사건을 일으켰다.
- 이재록의 성범죄는 만민중앙교회 신도 6명이 1990년대부터 성추행 및 성폭행 당했다며 2018년에 고소장을 제출하며 드러났다. 피해자들은 어릴 때부터 만민중앙교회에 다녀 이재록을 신격화하는 분위기에서 성장하고 성적 지식이나 경험이 부족한 20대 여성들이었다. 서울중앙지검 여성아동범죄조사부(부장 홍종희)는 25일 피해자 7명을 상대로 2010년 10월부터 5년간 상습 성폭행 혐의(상습준강간 및 상습준강제추행, 강간미수 등)로 이재록 목사를 구속기소했다.

## 같이 보기
- 이재록
- 문화방송 주조정실 점거 사건